# Loose Cannons
Pour plus de détails, voir Fiche technique et Distribution.
Loose Cannons est un film américain réalisé par Bob Clark et sorti en 1990.

## Synopsis
Aux États-Unis, afin de retrouver une vidéo compromettante prouvant les relations passées avec Adolf Hitler d'un prétendant au poste de Chancelier en Allemagne, un policier expérimenté doit faire équipe avec un inspecteur souffrant d'un trouble de la personnalité multiple.

## Fiche technique
- Titre original : Loose Cannons
- Réalisation : Bob Clark
- Scénario : Richard Christian Matheson, Richard Matheson et Bob Clark
- Production : Alan Greisman et Aaron Spelling
- Musique : Paul Zaza
- Photographie : Reginald H. Morris
- Montage : Stan Cole
- Production : Alan Greisman et Aaron Spelling
- Société de production : TriStar Pictures
- Société de distribution : TriStar Pictures (États-Unis)
- Pays de production :  États-Unis
- Genre : Action, comédie policière et thriller
- Durée : 94 minutes
- Date de sortie : 
  - États-Unis : 9 février 1990

## Distribution
- Dan Aykroyd : Ellis Fielding
- Gene Hackman : MacArthur Stern
- Dom DeLuise : Harry Gutterman
- Ronny Cox : Smiley
- Nancy Travis : Riva
- Robert Prosky : Von Metz
- Paul Koslo : Grimmer
- Dick O'Neill : Captain
- Jan Tříska : Steckler
- Leon Rippy : Weskit
- Robert Irvin Elliott : Monseigneur
- Herb Armstrong : Le Chat du Cheshire
- Robert Dickman : Le Lapin Blanc
- David Alan Grier : Drummond
- S. Epatha Merkerson : Rachel
- Reg E. Cathey : Willie
- Tobin Bell : Gerber
- Jay Ingram : Un agent de police
- Brad Greenquist : Un employé de l'ambassade
- Bill Fagerbakke : Giant
- John Finn : Un flic
- Nancy Parsons : L'infirmière

et non crédité :
- Mel Brooks : Un homme de main